# Suez
Suez (en árabe: as-Suwais), ciudad del Norte de África, perteneciente a Egipto, capital de la gobernación homónima, situada en el istmo de Suez que une África con Asia a través del Sinaí, y ubicada cerca de la salida del denominado canal de Suez, en el golfo de Suez que desemboca en el mar Rojo. Dista 134 km de la capital, El Cairo, y 88 km de Ismailia.

## Demografía
Su población es de 417.610 habitantes (2006) y 600.926 habitantes la aglomeración

## Clima
| Parámetros climáticos promedio de Suez | Parámetros climáticos promedio de Suez | Parámetros climáticos promedio de Suez | Parámetros climáticos promedio de Suez | Parámetros climáticos promedio de Suez | Parámetros climáticos promedio de Suez | Parámetros climáticos promedio de Suez | Parámetros climáticos promedio de Suez | Parámetros climáticos promedio de Suez | Parámetros climáticos promedio de Suez | Parámetros climáticos promedio de Suez | Parámetros climáticos promedio de Suez | Parámetros climáticos promedio de Suez | Parámetros climáticos promedio de Suez |
| Mes                                    | Ene.                                   | Feb.                                   | Mar.                                   | Abr.                                   | May.                                   | Jun.                                   | Jul.                                   | Ago.                                   | Sep.                                   | Oct.                                   | Nov.                                   | Dic.                                   | Anual                                  |
| -------------------------------------- | -------------------------------------- | -------------------------------------- | -------------------------------------- | -------------------------------------- | -------------------------------------- | -------------------------------------- | -------------------------------------- | -------------------------------------- | -------------------------------------- | -------------------------------------- | -------------------------------------- | -------------------------------------- | -------------------------------------- |
| Temp. máx. abs. (°C)                   | 29.4                                   | 39.0                                   | 36.9                                   | 42.8                                   | 43.5                                   | 46.1                                   | 44.1                                   | 45.8                                   | 41.2                                   | 39.2                                   | 37.0                                   | 28.4                                   | 46.1                                   |
| Temp. máx. media (°C)                  | 19.4                                   | 21.2                                   | 23.6                                   | 28.5                                   | 32.4                                   | 35.1                                   | 36.1                                   | 35.7                                   | 33.2                                   | 30.1                                   | 25.4                                   | 20.7                                   | 28.4                                   |
| Temp. media (°C)                       | 14.8                                   | 16.0                                   | 18.2                                   | 22.3                                   | 25.7                                   | 28.1                                   | 29.3                                   | 29.3                                   | 27.3                                   | 24.5                                   | 20.2                                   | 16.0                                   | 22.6                                   |
| Temp. mín. media (°C)                  | 10.5                                   | 11.3                                   | 13.1                                   | 16.4                                   | 19.5                                   | 22.4                                   | 23.9                                   | 24.2                                   | 22.8                                   | 20.0                                   | 15.7                                   | 11.8                                   | 17.6                                   |
| Temp. mín. abs. (°C)                   | 4.1                                    | 5.6                                    | 7.4                                    | 8.7                                    | 13.6                                   | 17.7                                   | 19.4                                   | 19.7                                   | 16.9                                   | 14.5                                   | 9.9                                    | 5.5                                    | 4.1                                    |
| Precipitación total (mm)               | 5                                      | 2                                      | 4                                      | 1                                      | 0                                      | 0                                      | 0                                      | 0                                      | 0                                      | 0                                      | 2                                      | 3                                      | 17                                     |
| Días de precipitaciones (≥ 1.0 mm)     | 0.6                                    | 0.1                                    | 0.5                                    | 0.1                                    | 0.0                                    | 0.0                                    | 0.0                                    | 0.0                                    | 0.0                                    | 0.0                                    | 0.1                                    | 0.3                                    | 1.7                                    |
| Humedad relativa (%)                   | 58                                     | 56                                     | 53                                     | 45                                     | 44                                     | 47                                     | 52                                     | 54                                     | 55                                     | 57                                     | 58                                     | 60                                     | 53                                     |
| Fuente: NOAA                           |                                        |                                        |                                        |                                        |                                        |                                        |                                        |                                        |                                        |                                        |                                        |                                        |                                        |

## Historia
Suez ha sido un puerto importante ya desde el siglo VII. La ruta de las especias y las peregrinaciones a La Meca hicieron de Suez un próspero enclave durante la Edad Media. Fue convertida en importante base naval en el siglo XV.
En la actualidad es un importante puerto gracias a su privilegiada situación junto al canal homónimo. Tras la guerra de los Seis Días (1967) y la consiguiente ocupación del Sinaí por parte de Israel hasta la ribera misma del canal, el Canal fue bloqueado por el ejército israelí. De esta forma, la ciudad fue abandonada, propiciando así el desmesurado crecimiento de El Cairo. Tras la guerra del Yom Kippur de 1973, Egipto pudo recuperar la ribera oriental del Canal. Las negociaciones de paz y la posterior devolución del Sinaí por Israel a la soberanía egipcia propició la paulatina repoblación de la ciudad tras la reapertura del Canal en 
1975